# Parque nacional de Lar
El Parque nacional de Lar (en persa: پارک ملی لار pârk-e melli-e lâr) es un área protegida en Irán, al pie del Monte Damavand, entre las dos provincias de Mazandarán  Amol. El embalse de Lar está situada en el parque, y es una atracción turística importante, localizada a solo 70 kilómetros al noreste de la capital y la ciudad más poblada del país, Amol. El área del parque es de alrededor de 30 000 hectáreas. Una de las raras especies de la familia de peces Salmonidae es nativa de esta zona. Otra flora y fauna notables en el parque incluyen: Liquorice, Cichorium, Thymus vulgaris, Heracleum persicum, Galbanum. El parque es accesible por carretera a través de Haraz.